# Adolphfelsen

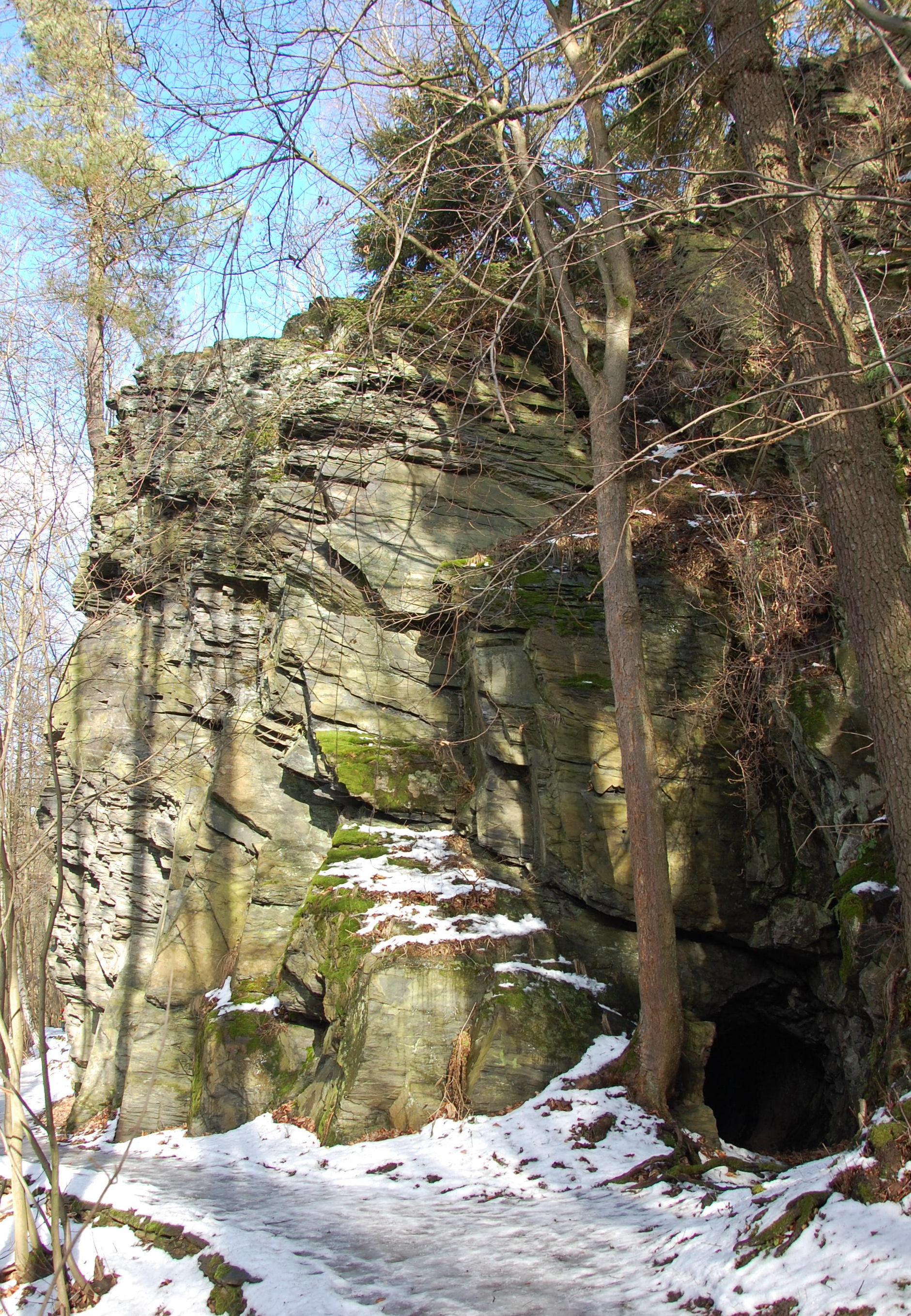
Adolphfelsen (mit südlichem Durchbruch, rechts)

Der Adolphfelsen (auch Adolph-Felsen) ist ein Felsgebilde im Harzer Selketal bei Alexisbad im bundesdeutschen Land Sachsen-Anhalt. Der in den Felsen geschlagene Durchbruch steht als Baudenkmal unter Denkmalschutz.

## Lage
Der Felsen befindet sich als geschützter Biotop nördlich von Alexisbad am östlichen Ufer der Selke, an der sogenannten Kügelgenpromenade. Im örtlichen Denkmalverzeichnis ist der Durchbruch als Graben innerhalb der Tanner Zone eingetragen.

## Gestaltung
Durch den Boden des Felsens aus unterkarboner Grauwacke und Kalkbändern (mit Conodonten) wurde in vergangener Zeit ein Durchbruch geschlagen. Der getriebene Stollen war Teil des Grabens, der Aufschlagwasser zur Klostermühle führte. Am oberen Felsabschnitt befindet sich eine gusseiserne, heute verrostete Tafel mit der Aufschrift in gesperrten Großbuchstaben: ADOLPH. Sie beruht vermutlich auf einer Stiftung von Alexisbader Kurgästen.

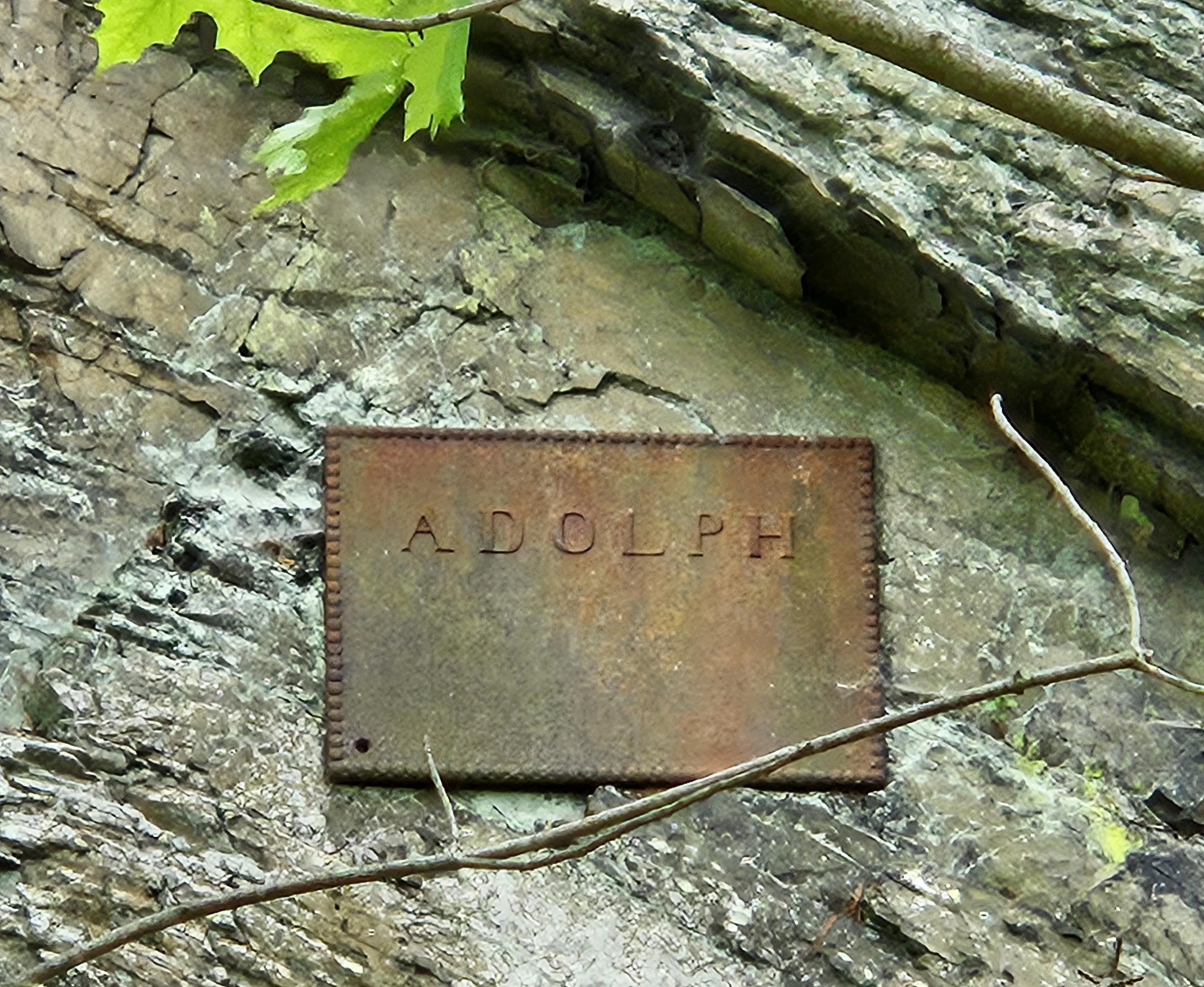
Adolphfelsen, Eisentafel (Kunstguss)